# Ctenotus inornatus
Ctenotus inornatus (смугастий гребневухий сцинк) — вид сцинкоподібних ящірок родини сцинкових (Scincidae). Ендемік Австралії.

## Поширення і екологія
Смугасті гребневухі сцинки мешкають на півночі Австралії, на території Кімберлі в Західній Австралії, регіона Топ-Енд на Північній Території, а також на північному заході Квінсленда. Вони живуть в різноманітних природних середовищах, зокрема на луках і в лісах, трапляються серед скель та на берегах річок.